# Sant'Eustachio rifiuta di adorare gli idoli
San Eustachio rifiuta di adorare gli idoli è un dipinto realizzato dal pittore italiano Giambattista Pittoni nel 1722 e conservato nella sagrestia della chiesa di San Stae a Venezia.